# 아메리카 단테 협회
아메리카 단테 학회(Dante Society of America)는 1881년 미국에서 결성된 단테 알리기에리의 연구 모임이다. 초기 미국의 국민시인 헨리 워즈워스 롱펠로가 주도하였고, 롱펠로는 《신곡》을 다시 번역하여 표준 번역으로 인정받을 만큼 잘 번역하였다. 설립 당시에는 단테 클럽(Dante Club) 이라는 이름으로 불렸으며, 이후 현재의 이름으로 변경해 오늘날 미국의 단테 연구를 주도하고 있다.
동명의 소설 《단테 클럽》은 역시 단테 클럽이 생긴 후에 일어난 실명 소설로 역사 추리 소설이다. 남북 전쟁 직후 보스턴 문단의 분위기를 생생하게 그려내어 호평을 받았다. 미국 문단의 전성기라 할 보스턴 문단 주도 시대의 유명한 문인들은 거의 모두 등장한다.